# 张嘉极
张嘉极（1959年5月—），男，汉族，台灣台北縣淡水鎮（今新北市淡水區）人，中华人民共和国政治人物，台湾民主自治同盟盟员。

## 生平
张嘉极曾担任台盟中央委员、广州市委主委、广州市人民政府参事室主任。后任广州市人大常委会副主任、台盟中央委员、广州市委主委。2017年1月，当选广州市政协副主席。
2008年，当选第十一届全国政协委员，代表中华全国台湾同胞联谊会，分入第二十四组。2018年1月，当选第十三届全国政协委员、广东省政协副主席。2023年3月，当选为第十四届全国人大常委会委员。